# Gregor Steinbrenner
Gregor Steinbrenner (* 24. März 1969 in Wiesloch) ist ein deutscher Fernsehmoderator.

## Leben und Karriere
Nach dem Abitur 1988 arbeitete Steinbrenner als freier Mitarbeiter für Zeitungen und Radiosender.
In München absolvierte er ein Journalistik-Studium mit begleitender Ausbildung an der Deutschen Journalistenschule.
Seine Fernsehkarriere begann im Sommer 1993 beim ZDF mit der Moderation des „logo-mobils“. Von 1994 bis 1995 moderierte er die Kindersendung Ferienfieber; von 1995 bis 2001 moderierte er das ZDF-Kinder- und Jugendmagazin PuR. 1997 moderierte er im ZDF die große „Geburtstagsshow“ zum 50. Geburtstag von Rolf Zuckowski.
Ebenfalls ab 1995 bis zum 5. November 2005 moderierte Gregor Steinbrenner die Sendung 1, 2 oder 3.
Im Sommer 2001 berichtete der Moderator in der täglichen Sendung ifa.zdf.de live von der IFA aus Berlin. Seit Januar 2002 hat er durch die Sendung tips & trends sportiv beim Sender 3sat geführt. Seit 2011 ist er als Redakteur und Moderator bei nano (3sat) tätig.